# Chénens
Chénens (Tsinin  en patois fribourgeois) est une localité et une commune suisse du canton de Fribourg, située à l'extrême-ouest du district de la Sarine.

## Histoire
Le nom du village dérive de Cagan, nom propre germain qui signifie « chez les descendants de Chagan ». Mentionné pour la première fois en 1138 sous le nom de Chenens, il deviendra Cheinens en 1143, Chinins en 1214, Cheneins en 1215, Cheineins en 1244, Chennens en 1248, Cheynens en 1285 et Chinnens en 1717.[réf. nécessaire]

## Géographie
Chénens mesure 395 ha. 10,1 % de cette superficie correspond à des surfaces d'habitat ou d'infrastructure, 67,5 % à des surfaces agricoles et 22,4 % à des surfaces boisées.
Chénens s'est initialement développée au sud de la croisée des routes cantonales Fribourg-Romont et Bulle-Payerne. L'essentiel du développement récent s'est fait plus au nord, en direction de la gare CFF. La proximité de cette desserte ferroviaire a également dynamisé la construction d'habitations individuelles. La population de Chénens est ainsi passée de 325 hab. (début des années 1980) à plus de 600 (2006). Le village s'est également agrandi en direction de la commune d'Autigny, le long de la route du même nom.
Chénens est limitrophe d'Autigny, La Brillaz, Villaz et Villorsonnens.

## Population

### Gentilé et surnoms
Les habitants de la commune se nomment les Chénois ou les Chénensois.
Ils sont surnommés lè Fuèta-Tsin, soit ceux qui fouettent les chiens en patois fribourgeois, les Déchaînés et lè Peca-Motse, soit les pique-mouches.

### Démographie
Chénens compte 835 habitants en 2022. Sa densité de population atteint 211 hab./km2.
Le graphique suivant résume l'évolution de la population de Chénens entre 1850 et 2008 :

## Économie
Chénens bénéficie d'une gare ferroviaire, assortie d'une voie pour le trafic de marchandises, qui a favorisé la création d'une zone à bâtir à vocation artisanale et industrielle. 
Essentiellement tournée vers l'agriculture dans les années 1950, Chénens n'occupe plus que 6 % de la population active dans le secteur primaire en 2006.